# Serra de l'Andreu

La Serra de l'Andreu, respecte del terme d'Abella de la Conca

La Serra de l'Andreu és una serra del terme municipal d'Abella de la Conca, a la comarca del Pallars Jussà, situada a la vall de Carreu.
Està situada al nord-est de l'antiga caseria de Carreu, al nord de Capdecarreu i al nord-oest del Clot del Grau. És a l'est de la Serra de Santa Cristina, i pel seu nord-oest discorre el barranc dels Cóms de Carreu; i al sud de les Coberterades.
L'extrem de llevant de la Serra de l'Andreu és el Roc de les Cases.

## Etimologia
Aquest serrat deu el nom al seu antic propietari. Es tracta, doncs, d'un topònim romànic modern de caràcter descriptiu.